# Alfred Teves

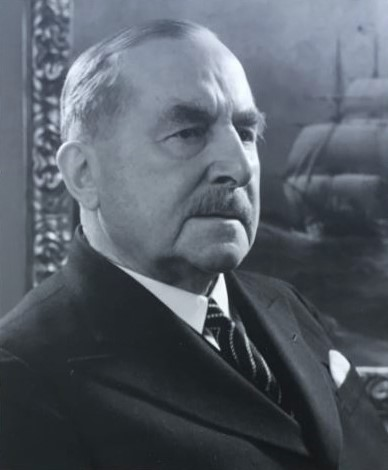
Alfred Teves
(um 1950)

Alfred Teves (* 27. Januar 1868 in Trittau, Schleswig-Holstein; † 5. November 1953 in Oberems im Taunus) war ein deutscher Unternehmer und Wehrwirtschaftsführer, der 1906 die spätere Maschinen- und Armaturenfabrik Alfred Teves (ATE) gründete. Sein Unternehmen, die Alfred Teves GmbH, entwickelte sich im Lauf der Jahrzehnte von einer kleinen Industrievertretung zu einem Großunternehmen der Automobilzulieferer-Branche.

## Leben
Alfred Teves Mutter Christiana Auguste Louise Biernatzki (1833–1923) aus Friedrichstadt an der Nordsee war die Tochter des evangelischen Pfarrers und Dichters Johann Christoph Biernatzki. Alfred war ca. drei Jahre alt, als sein Vater starb. Friedrich Wilhelm Teves (1814–1872), aus Rendsburg stammend – Sohn des oldenburgischer Fouragemeister Christian Ludwig Teves – war Amtsverwalter und Revisor im dänischen Ministerium für die Herzogtümer Holstein und Lauenburg.
Teves besuchte nach Abschluss der allgemeinen Schulbildung die Hamburger Seefahrtschule auf Steinwerder und fuhr bis zu seinem 30. Lebensjahr auf Segel- und Dampfschiffen zur See, zuletzt als 2. Offizier. 1898 erwarb er das Steuermanns- und Kapitänspatent.
Anschließend arbeitete er ab 1902 einige Jahre in Frankfurt am Main bei seinem Cousin Heinrich Kleyer (verheiratet mit Elvira, einer geborenen Biernatzki, wie Teves Mutter), dem Gründer des Automobilherstellers Adlerwerke. Dort war er tätig als Automobilverkäufer, zuletzt als Leiter der Verkaufsabteilung, nahm aber auch mit Adler-Fahrzeugen an zahlreichen Autorennen teil.
Selbstständig machte er sich 1906 als Handelsvertreter für „Konstruktions-Material für den Automobil-, Motoren-, Motorpflug-, Luftschiff- und Flugzeugbau“. 1909 gründete er gemeinsam mit dem Ingenieur Matthäus Braun die Mitteldeutsche Kühlerfabrik und 1911 die Maschinen- und Armaturenfabrik Alfred Teves. Einen Namen machte sich Teves als Zulieferer für die in diesen Jahren rasant wachsende Automobilindustrie. Schon bald konnte er Audi, Wanderer und Hansa zu seinem Kundenkreis zählen.
Im Ersten Weltkrieg produzierte er unter der Leitung seines Ober-Ingenieur Nathan Sally Stern Geschoßzünder und -hülsen sowie verschiedene Präzisionsteile, wodurch sein Unternehmen einen außerordentlichen Aufschwung nahm und sich mit bis zu 2000 Beschäftigten zu einem der bedeutendsten Industriebetriebe Frankfurts entwickelte.
Teves erlangte in der Zivilwirtschaft seinen großen Durchbruch durch die Übernahme der Lockheed-Konzession für Deutschland zur Herstellung hydraulischer Malcolm Loughead-Bremsen in Lizenz des amerikanischen Unternehmens. In den 1920er Jahren ersetzte dann die Wortmarke ATE das bisherige Markenzeichen aus Kolbenring, Faust und Hammer. Teves’ Unternehmen stellte als eines der ersten in Europa hydraulische Bremssysteme her. 1926 wurde der Adler Standard 6 als erstes Auto des Kontinents serienmäßig mit einer ATE-Lockheed-Bremse ausgestattet.
In Folge wurden bis 1938 rund 73 Prozent aller Kraftfahrzeuge im Deutschen Reich mit dem Lockheed-Bremssystem ausgestattet.
1934 gründete Teves in Berlin ein Zweigwerk und bestellte seinen ältesten Sohn Heinz Wilhelm zu dessen Geschäftsführer.  Im nationalsozialistischen Deutschen Reich wurde Teves Senior Wehrwirtschaftsführer.
Ab 1936 entwickelte Teves speziell auf den Motorsport zugeschnittene Bremsen, die in Rennwagen von Auto Union und Daimler-Benz eingesetzt wurden.
Im Sommer 1941 wurden in seinem Werk erste Modelle von Volkskühlschränken hergestellt, die nach dem Krieg in die Massenproduktion gehen sollten, wobei mit mindestens 25 Millionen Stück bei einem Verkaufspreis von 100 bis 150 RM gerechnet wurde. Am 24. Juni 1942 wurde sein Unternehmen per Beschluss der Gesellschafterversammlung das Unternehmen Alfred Teves Maschinen- und Armaturenfabrik von einer bisherigen GmbH in eine KG gewandelt.
Insgesamt gesehen profitierte Teves im Zweiten Weltkrieg von Rüstungsaufträgen von Heer, Luftwaffe und Marine. Während einige Quellen Teves’ Rolle während des Zweiten Weltkriegs in der Opposition gegen die NSDAP und als Fluchthelfer jüdischer Mitarbeiter darstellen, stellen andere seinen Einsatz von (u. a. jüdischen) Zwangsarbeitern und -arbeiterinnen und seine Beteiligung an der Rüstungsproduktion für die NSDAP in den Vordergrund. Im Zweiten Weltkrieg wurde der größte Teil des Hauptwerks in Frankfurt sowie weitere Betriebe in Frankfurt und Berlin zerstört, Teves musste praktisch wieder bei Null anfangen. Gemeinsam mit seinen Söhnen Heinz und Ernst baute er in den Nachkriegsjahren das Unternehmen wieder auf, das bereits 1948 mit 3500 Mitarbeitern die alte Größe erreichte. Als Teves 1953 starb, gab es in Deutschland fünf Teves-Werke, darunter das 1948 neu errichtete Werk in Gifhorn.
Im Jahr 1967 wurde die Alfred Teves GmbH von ITT aus New York City erworben, wobei bereits 1956 die Thompson Ramo Wooldridge (TRW Inc.) aus Ohio die Sparte Motorteile, „Teves & Co. GmbH“, in Barsinghausen erworben hatte. Der bis 1972 als Vorsitzender der Geschäftsführung der Alfred Teves GmbH tätige Harry Sammel (* 1915) wurde 1973 Vorsitzender der Geschäftsführung der Gebr. Happich GmbH in Wuppertal. Nachfolger von Sammel wurde Gert-Ulrich Walther (* 1929), der später Direktor der BBC Aktiongesellschaft Brown, Boveri & Cie. im Schweizer Baden wurde.
1998 wurde das Unternehmen von Conti aufgekauft und in Continental Teves AG & Co. oHG umbenannt. Mit Handelsregistereintrag vom 14. Juli 2022 ist die Continental Teves AG & Co. oHG erloschen, die Aktivitäten sind in verschiedenen Gesellschaften der Continental AG aufgegangen.
Alfred Teves war auch Namenspate einer Schule im niedersächsischen Gifhorn, die am 3. Mai 1954 bezogen wurde. Ihren Namen bekam die Alfred-Teves-Schule offiziell 1957 über das Teves-Zweigwerk, dessen Ansiedlung der erste Rektor und spätere Gifhorner Bürgermeister Wilhelm Thomas mit vorangetrieben hatte. Seit Juni 2010 ist die Schule geschlossen, das Gebäude wird nun von der Fritz-Reuter-Realschule genutzt.

## Privates

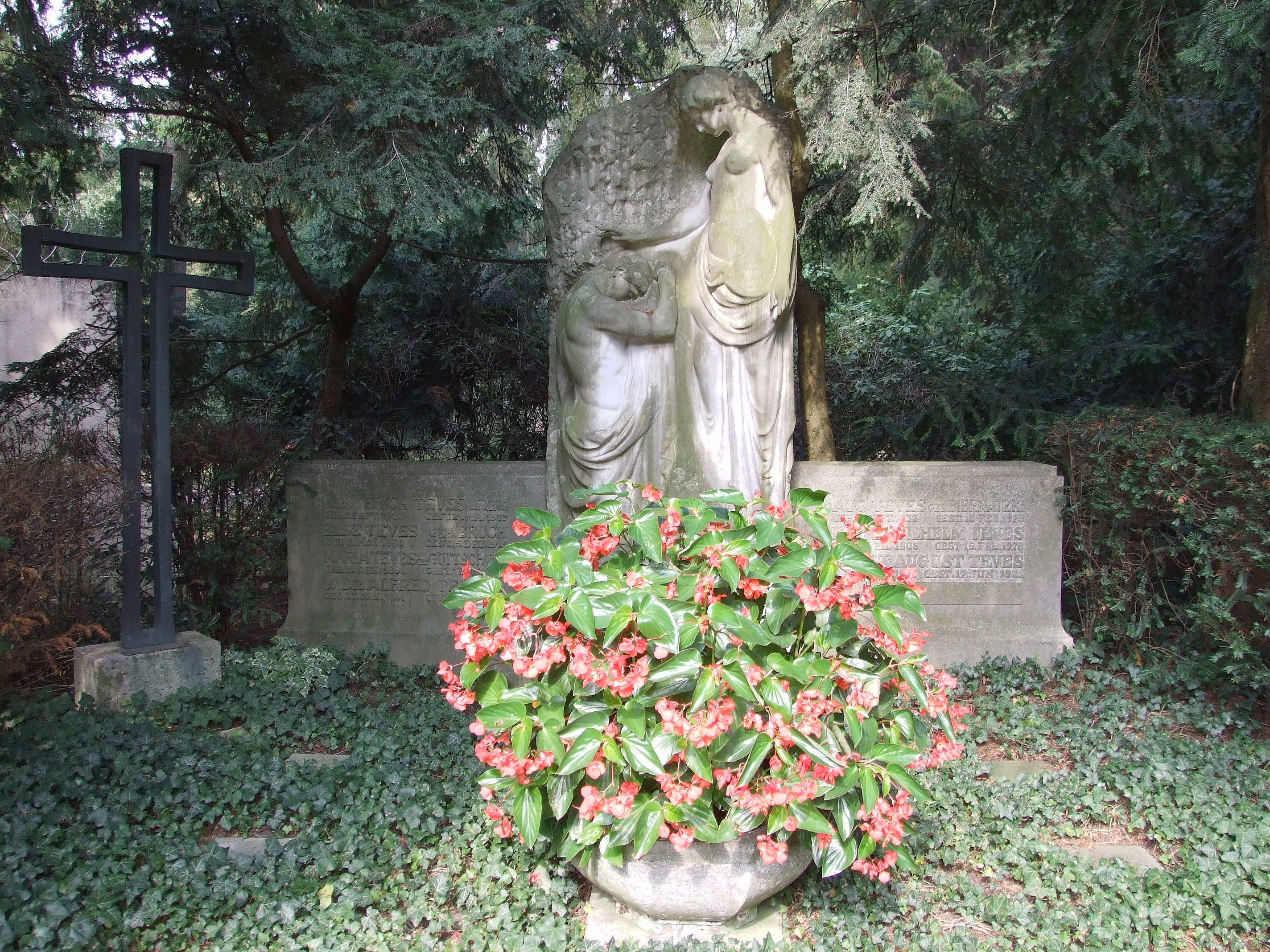
Teves Familiengrab auf dem Hauptfriedhof Frankfurt (2009)

In erster Ehe ab dem 17. März 1905 war er verheiratet mit der aus Wiesbaden stammenden Elise Bruch (1881–1915), der Tochter des Fabrikanten Wilhelm Bruch und seiner Frau Auguste, geb. Mohr. Aus dieser Ehe gingen drei Söhne hervor, Heinz Wilhelm (1906–1978), der nach 1945 mit seinem Vater das total zerstörte Werk wieder aufbaute, Alfred Erich (1910–1912) und Ernst August (1913–1981), Geschäftsführer der ATE, der ebenfalls mit seinem Vater nach 1945 das total zerstörte Werk wieder aufbaute.
 Seine zweite Ehe ab 1927 führte er mit Maria Martha (1881–1952) aus Leipzig, der Tochter des Tischlermeisters Göttsching und seiner Frau Thekla Cäcilie Biermann. Zuletzt wohnte Teves in Oberems im hessischen Hochtaunuskreis, wo er auch 1953 zum Ehrenbürger ernannt wurde.

## Ämter
1940 wurde Teves zum Honorar-Generalkonsul des Zarentum Bulgariens ernannt.

## Ehrungen
- 1922: Ehrendoktorwürde (als Dr. phil. nat. h. c.) der Universität Frankfurt am Main[16]
- 1953: Ehrenplakette der Stadt Frankfurt am Main[17]
- 1953: Verdienstkreuz (Steckkreuz) der Bundesrepublik Deutschland